# Jang Jong-nam
Jang Jong-nam es un militar y político norcoreano, que se desempeñó como Ministro de las Fuerzas Armadas del Pueblo de Corea del Norte entre mayo de 2013 y junio de 2014.

## Carrera
Se cree que jugó un papel en el bombardeo de Yeonpyeong en 2010, que mató a cuatro personas.
Jang fue nombrado coronel general con motivo del 99.º cumpleaños de Kim Il-sung en abril de 2011. Pronunció un discurso en el primer aniversario de la muerte de Kim Jong-il en diciembre de 2012, prometiendo lealtad a Kim Jong-un la llegada de «la hora de la batalla decisiva». Fue identificado como general y comandante del primer Cuerpo del Ejército Popular de Corea.
Fue nombrado inesperadamente ministro de las Fuerzas Armadas del Pueblo a principios de mayo de 2013. Fue el tercer ministro de defensa designado por Kim Jong-un desde que tomó el control de Corea del Norte en diciembre de 2011. Fue reemplazado en junio de 2014 por Hyon Yong-chol.